# Chorebus rostratae
Chorebus rostratae är en stekelart som beskrevs av Griffiths 1984. Chorebus rostratae ingår i släktet Chorebus och familjen bracksteklar. Inga underarter finns listade i Catalogue of Life.